# Келлі Сантьяго
Келлі Сантьяго - американська дизайнерка та ігрова продюсерка. Співзасновниця і колишня президентом Thatgamecompany. 
Народилася в Каракасі, Венесуела, виховувалася в Ричмонді, штат Вірджинія, де з дитинства грала у відеоігри, а її батько, який був інженером програмного забезпечення, заохочував її експериментувати з комп'ютерами. Відвідуючи школу мистецтв Tisch в Нью-Йоркському університеті, вона почала активно працювати в експериментальному театрі і мала намір залишитися там після отримання ступеня магістра в університеті Південної Каліфорнії. Однак стала займатися дизайном відеоігор і стала продюсеркою Cloud, гри, розробленої Дженовою Чень та студентською командою. Спільний успіх наштовхнув її та Чень до створення Thatgamecompany після закінчення навчання, і в результаті Сантьяго очолила цю компанію.
Келлі Сантьяго випустила перші дві гри студії, Flow і Flower, і це посприяло її ролі президента у розробці останньої гри компанії, Journey. Також Сантьяго є однією з прихильників Indie Fund, групи, яка інвестує в розробку незалежних відеоігор, і є співробітницею TED. 
В 2010 році вона одружилася з випускником університету Південної Каліфорнії Майком Штейном. 
Після випуску Journey в 2012 році Сантьяго залишила Thatgamecompany; станом на 2015 рік, крім роботи в декількох консультативних радах, вона працювала в Google Play Games.